# Daniela Costian
Daniela Costian, romunsko-avstralska atletinja, * 30. april 1965, Brăila, Romunija.
Od leta 1990 je nastopala za Avstralijo. Nastopila je na poletnih olimpijskih igrah v letih 1992, 1996 in 2000, leta 1992 je osvojila bronasto medaljo v metu diska. Na svetovnih prvenstvih je dosegla srebrno medaljo leta 1993.